# San Bernardino da Siena (El Greco)
San Bernardino da Siena è un dipinto del pittore cretese realizzato nel 1603 e conservato al Museo del Prado a Madrid in Spagna. Precedentemente apparteneva al Museo del Greco.

## Descrizione

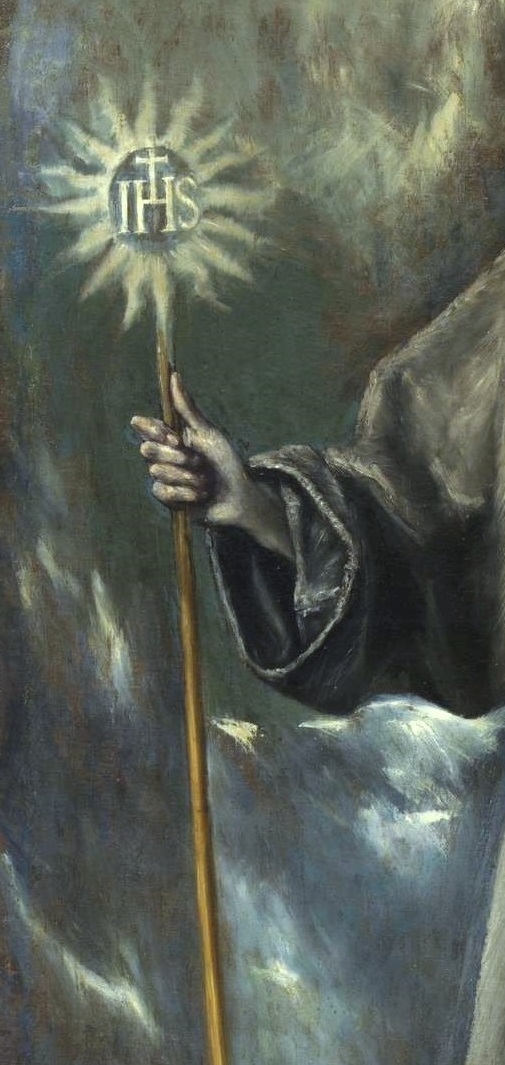
Dettaglio del bastone con l'anagramma IHS.

Questo lavoro, commissionato al pittore dal Collegio universitario di San Bernardino di Toledo, rappresenta San Bernardino da Siena. Il dipinto fu pagato nel febbraio 1603, fu pronto a settembre del medesimo anno. Il santo, di proporzioni molto stilizzate, appare qui vestito con l'abito dell'Ordine francescano e brandendo un bastone coronato da l'anagramma IHS.
Sotto il braccio sinistro porta un libro rilegato in stile plateresco. Accanto ai suoi piedi ci sono tre mitre, una per ogni Diocesi vescovile che respinse: Siena, Urbino e Ferrara. Sullo sfondo ci sono alcuni edifici di Toledo, mentre la figura del santo acquista un grande senso di monumentalità in quanto circondato da nuvole tempestose.